# Idomeneusz, król Krety (KV 366)
Idomeneusz, król Krety (Idomeneo, Re di Creta, KV 366) – trzyaktowa opera z muzyką Wolfganga Amadeusa Mozarta do libretta autorstwa Giambattisty Varesca.

## Osoby
- Idomeneusz, król Krety – tenor
- Idamantes, syn Idomeneusza – mezzosopran/tenor
- Elektra, córka Agamemnona – sopran
- Ilia, córka Priama – sopran
- Arbaces, przyjaciel Idomeneusza – tenor
- Arcykapłan – tenor

## Treść
Król Idomeneusz po zakończonej wojnie trojańskiej powraca na wyspę Kretę. Gdy wybucha straszna burza, król ślubuje że jeśli szczęśliwie dobije do brzegu, złoży w ofierze Posejdonowi pierwszego napotkanego na lądzie człowieka. Ta osobą okazuje się niestety jego syn Idamantes. Król nie dotrzymuje obietnicy, więc rozzłoszczony Posejdon wysyła morskiego potwora, który nęka ludność Krety. Gdy król wyjawia przyczynę nieszczęścia, Idamantes postanawia zabić potwora. Po zwycięskiej walce, syn króla chce oddać swoje życie aby uspokoić rozgniewanego Posejdona, jednak wyrocznia orzeka, że król ma abdykować na rzecz syna, który poślubia swoją ukochaną Ilię, córkę Priama.

## Historia utworu
Utwór powstał w 1780 roku na zamówienie teatru dworskiego elektora bawarskiego Karla Theodora. Początkowo opera nie spotkała się z zainteresowaniem ze strony wykonawców. Prapremiera miała miejsce 29 stycznia 1781 roku w Monachium i spotkała się z przychylnym przyjęciem krytyki. Mozart planował przerobić tę operę na bardziej nowoczesną, jednak nie zrealizował tego. Za jego życia opera została wykonana jeszcze raz, w pałacu książąt Auersperg w Wiedniu w 1786 (w wersji koncertowej). W wykonaniu uczestniczyli amatorzy, głównie arystokraci. Na tę okazję Mozart dopisał dwa numery: duet na sopran i tenor Spiegarti non poss'io KV 489 oraz recytatyw i arię na tenor (z koncertującą partią skrzypiec) Non più. Tutto ascoltai – Non temer, amato bene KV 490.